# Carl Myerscough
Carl Myerscough (ur. 21 października 1979) – angielski lekkoatleta, kulomiot.

## Sukcesy
- brązowy medal Mistrzostw Świata Juniorów w Lekkoatletyce (Annecy 1998)
- brąz podczas Igrzysk Wspólnoty Narodów (Manchester 2002)
- 1. miejsce w Superlidze Pucharu Europy (Bydgoszcz 2004)
- 9. miejsce w halowych mistrzostwach świata (Doha 2010)
- 12. miejsce na mistrzostwach Europy (Barcelona 2010)
- 28. lokata podczas igrzysk olimpijskich (Londyn 2012)

Myerscough okazjonalnie startuje również w rzucie dyskiem, jego największymi osiągnięciami są 3. lokata podczas Superligi Pucharu Europy (Bydgoszcz 2004) oraz brąz igrzysk Wspólnoty Narodów (Nowe Delhi 2010).
Z powodu wykrycia u niego niedozwolonych środków dopingujących odbył karę dwuletniej dyskwalifikacji (12.2.2000 – 11.2.2002).

## Rekordy życiowe
- Pchnięcie kulą – 21,92 (2003) rekord Wielkiej Brytanii
- Pchnięcie kulą (hala) – 21,49 (2003) rekord Wielkiej Brytanii
- Rzut dyskiem – 65,10 (2004)